# Kétujjú lajhárfélék
A kétujjú lajhárfélék (Megalonychidae) az emlősök (Mammalia) osztályához és a szőrös vendégízületesek (Pilosa) rendjéhez tartozó család.
A családban csak 2 élő faj létezik: a Choloepus didactylus és a Choloepus hoffmanni. A két mai faj mellett, a családba számos fosszilis lajhár is tartozik.

## Rendszerezése
A családba 2 alcsalád és 29 nem tartozik:
- Megalonychinae – alcsalád
  - †Diabolotherium
  - †Megalonychops (incertae sedis)
  - †Meizonyx (incertae sedis)
  - †Pliometanastes
  - †Sinclairia (incertae sedis)
  - †Valgipes (incertae sedis)
  - †Megalonychini – nemzetség
  - Choloepodini – nemzetség
- †Ortotheriinae – alcsalád
  - †Proschisomotherium
  - †Eucholoeops
  - †Pseudortotherium
  - †Megalonychotherium
  - †Paranabradys
  - †Pliomorphus
  - †Torcellia
  - †Ortotherium
  - †Menilaus
  - †Diodomus
  - †Habanocnus
  - †Paulocnus